# Brzezina (Kotliszowice)
Brzezina – nieoficjalny  przysiółek wsi Kotliszowice w Polsce, położony w województwie śląskim, w powiecie gliwickim, w gminie Toszek.

## Położenie
Przysiółek jest położony w okolicach Toszka na północny zachód od drogi wojewódzkiej 907, za lasem Fazaniec.